# Carola Lorenzini
Carolina « Carola » Elena Lorenzini, née le 15 août 1899 à Buenos Aires en Argentine et morte le 23 novembre 1941 à Morón, est une aviatrice argentine, pionnière de l'aviation.

## Biographie
Carola Elena Lorenzini est née à Buenos Aires, en Argentine, le 15 août 1899 ; elle est la septième d'une famille de huit enfants.
Elle commence à travailler comme dactylo à la société Unión Telefónica. Sportive, elle aime pratiquer des sports l'aviron, le lancer du javelot, l'athlétisme et le hockey. En 1933, elle commence à apprendre à voler à l'Aéroclub de Morón. Les cours étant onéreux, elle doit utiliser toutes ses économies, mais cela ne suffit pas ; elle vend alors sa bicyclette et son encyclopédie pour payer les cours. En mars 1935, elle obtient sa licence de pilote. La même année, elle bat le record sud-américain d'altitude en volant à 5 700 mètres.
Carola Lorenzini participe également à des courses d'aviation et en remporte plusieurs ; et s'intéresse aussi à la voltige aérienne et s'inscrit à un cours sur le sujet. Elle devient célèbre pour son habileté à exécuter des boucles inversées, une manœuvre avancée qu'un seul autre aviateur, son instructeur Santiago Germanó, a pu exécuter.

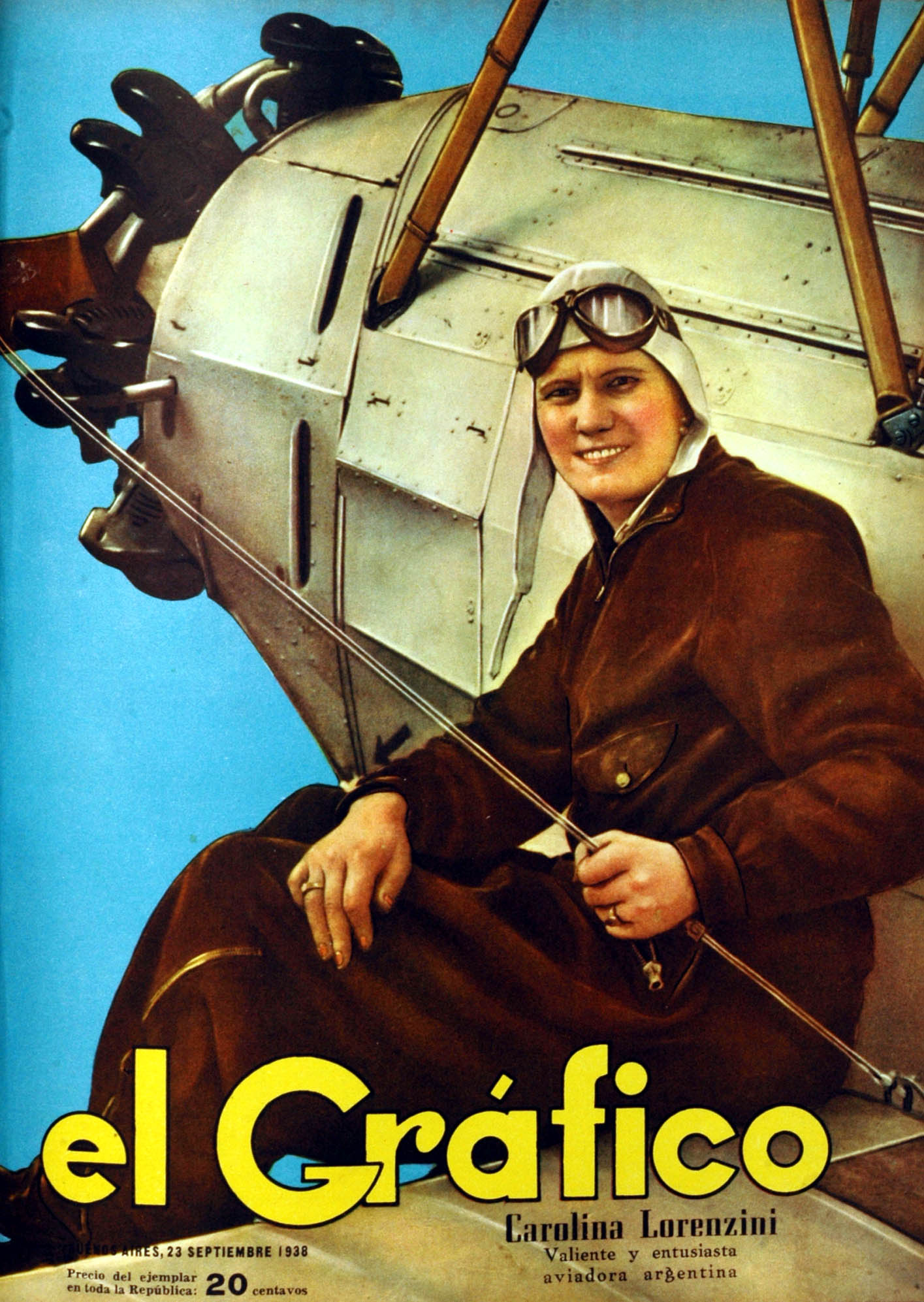
Carola Lorenzini à la une du magazine El Gráfico en septembre 1938.

De 1938 à 1940, Carola Lorenzini prend part à une mission d'exploration aérienne pour survoler les quatorze provinces de l'Argentine et faire des cartes aériennes pour faciliter les vols de transport et de courrier. Dans le cadre de cette mission, elle survole successivement chaque ville et bourgade du pays, annotant des cartes tout au long de chacun de ses voyages.
Pour la réussite de ces missions d'exploration aérienne et de cartographie, elle devient célèbre à l'échelle nationale. En septembre 1938, elle fait la couverture du magazine El Gráfico. En 1939, le magazine Vosotras choisit Carola Lorenzini parmi les huit femmes argentines de l'année.
Le 23 novembre 1941, Carola Lorenzini perd le contrôle de son avion, un Focke-Wulf Fw 44, alors qu'elle effectue sa célèbre boucle inversée, et s'écrase. Elle est tuée sur le coup. L'accident s'est produit à Morón lors d'une démonstration de voltige aérienne pour un groupe de visiteurs, des aviateurs uruguayens.
Des rapports ultérieurs indiquent que Carola Lorenzini pilotait un avion qu'elle ne connaissait pas et qu'elle était extrêmement en colère le jour de la démonstration en raison d'un problème persistant avec les organisateurs de l'événement.
En 2001, la poste argentine a émis un timbre-poste portant l'image et le nom de Carola Lorenzini.